# Manuchar Markoishvili
Manuchar Markoishvili , en Georgiano:  მანუჩარ მარკოიშვილი (nacido el 17 de noviembre de 1986 en Tiflis, Georgia) es un exjugador georgiano de baloncesto. Actualmente ejerce como entrenador asistente de Sasa Obradović en el AS Mónaco

## Trayectoria
- Basco Batumi  (2000-2002)
- Pallacanestro Treviso (2002-2004)
- Mitteldeutscher BC (2004)
- KK Union Olimpija (2004-2007)
- BC Kiev (2007-2009)
- Pallacanestro Cantú (2009-2012)
- Galatasaray (2013-2014)
- CSKA Moscú (2014-2015)
- Darüşşafaka S.K. (2015-2017)
- Pallacanestro Reggiana (2017-2018)

## Palmarés
- Liga de Georgia: 2001, 2002
- FIBA Europa Cup: 2004
- LEGA: 2003
- Supercopa de Italia: 2012
- Liga de Eslovenia: 2005, 2006
- Copa de Eslovenia: 2005, 2006
- Supercopa de Eslovenia: 2006

### Selección nacional
Con el combinado absoluto georgiano disputó el EuroBasket 2011, Eurobasket 2013, EuroBasket 2015 y EuroBasket 2017.